# Recibitas
Recibitas är en ort i Mexiko.   Den ligger i kommunen Zinacantepec och delstaten Mexiko, i den sydöstra delen av landet, 70 km väster om huvudstaden Mexico City. Recibitas ligger 2 956 meter över havet och antalet invånare är 602.
Terrängen runt Recibitas är kuperad åt sydväst, men åt nordost är den platt. Runt Recibitas är det tätbefolkat, med 849 invånare per kvadratkilometer. Närmaste större samhälle är Toluca, 12,7 km nordost om Recibitas. I omgivningarna runt Recibitas växer huvudsakligen savannskog.